# Sachsen (Heraldik)

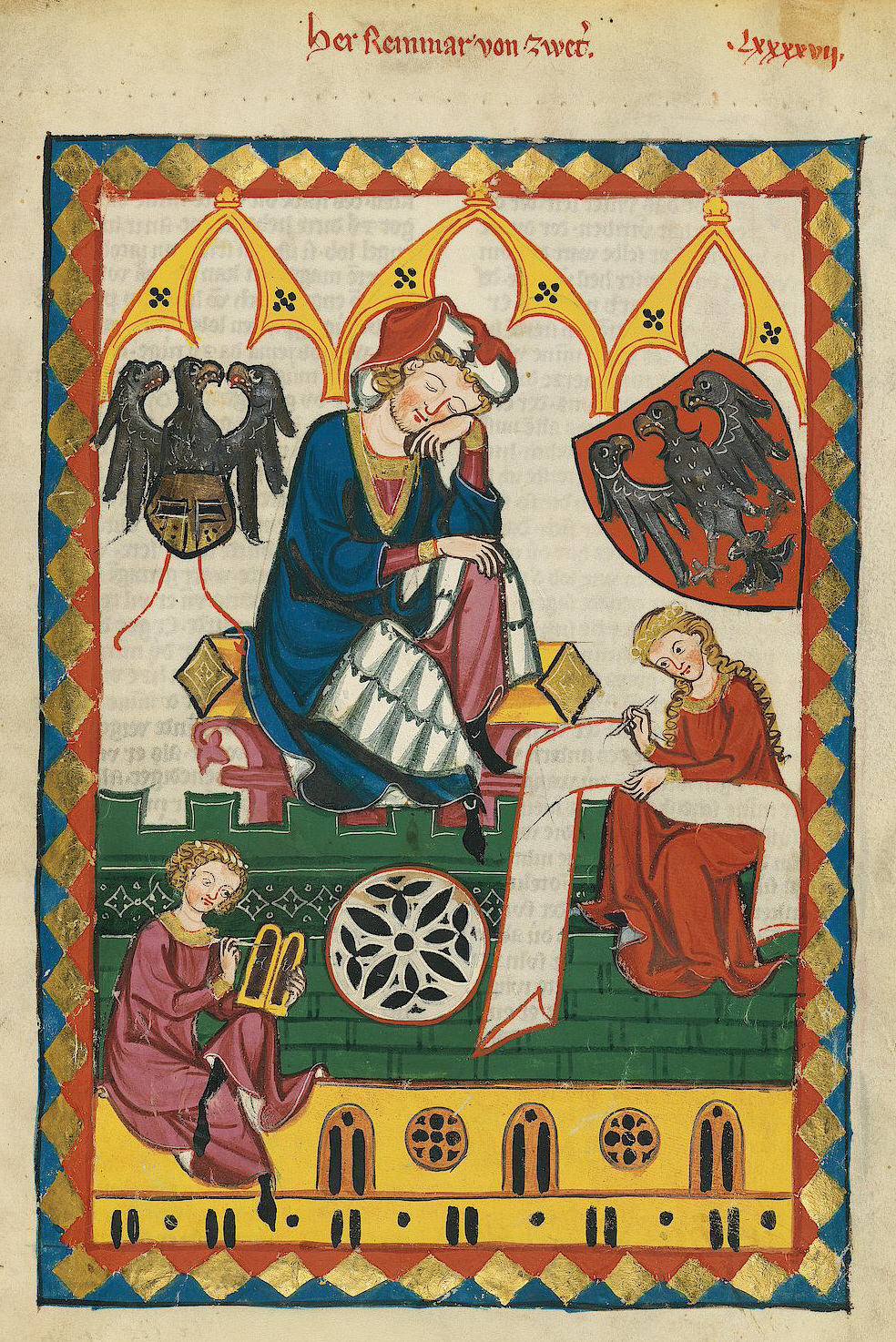
Sachsen mit Adlerköpfen besetzt – Darstellung des Herrn Reinmar von Zweter im Codex Manesse.

Als Sachsen werden die Flügelknochen des Adlers verstanden, insbesondere in der Heraldik. Sie werden auch als Achseln bezeichnet und sind mit Federn besetzt. Ältere Schreibweise ist in der Literatur Saxen.
Bei einigen Wappen mit dem Adler als Wappentier, sind deren Sachsen mit sogenannten Kleestängel belegt, die farblich abgesetzt sind (etwa Brandenburger Adler, Preußischer Adler oder Tiroler Adler).
Beim offenen Flug in der Wappenkunst stehen sich die Sachsen so gegenüber, dass die Federnseite nach außen zeigt. Die Sachsen werden dann als  einwärts gekehrt beschrieben. Im Wappen der Familie Reinmar von Zweter hat der Adler drei Köpfe, wobei zur normalen Mittelanordnung eines Kopfes je ein Kopf auf den Sachsen aufgesetzt ist und diese sich anschauen. Auch werden beispielsweise Kreuze auf den Sachsen positioniert, wie es im Burgenländischen Wappen ist.